# Great Wyrley
Great Wyrley es una parroquia civil y un pueblo del distrito de South Staffordshire, en el condado de Staffordshire (Inglaterra).

## Geografía
Según la Oficina Nacional de Estadística británica, Great Wyrley tiene una superficie de 5,57 km².

## Demografía
Según el censo de 2001, Great Wyrley tenía 11 236 habitantes (49,1 % varones, 50,9 % mujeres), y una densidad de población de 2017,24 hab/km². El 19,61 % eran menores de 16 años, el 74,67 % tenían entre 16 y 74, y el 5,72 % eran mayores de 74. La media de edad era de 39,25 años. Del total de habitantes con 16 o más años, el 23,61 % estaban solteros, el 62,15 % casados, y el 14,24 % divorciados o viudos.
Según su grupo étnico, el 98,83 % de los habitantes eran blancos, el 0,48 % mestizos, el 0,39 % asiáticos, el 0,23 % negros, el 0,04 % chinos, y el 0,04 % de cualquier otro. La mayor parte (98,35 %) eran originarios del Reino Unido. El resto de países europeos englobaban al 0,81 % de la población, mientras que el 0,84 % había nacido en cualquier otro lugar. El cristianismo era profesado por el 83,5 %, el budismo por el 0,03 %, el hinduismo por el 0,06 %, el islam por el 0,13 %, el sijismo por el 0,19 %, y cualquier otra religión, salvo el judaísmo, por el 0,14 %. El 9,21 % no eran religiosos y el 6,74 % no marcaron ninguna opción en el censo.
Había 4353 hogares con residentes, 56 vacíos, y 6 eran alojamientos vacacionales o segundas residencias.